# Beder Kirke
Beder Kirke er en kirke i Beder Sogn syd for Århus. Den oprindelige del er opført omkring 1150 af runde marksten; kun hjørner og vindues- og døråbninger var af tilhuggede granitkvadre. De meget små romanske vinduer har formodentlig været dækket med svineblærer, så kirken har været meget mørk.
Ved en kraftig ombygning, formentlig i 1300-tallet, blev den udvidet mod vest, og tilføjet et kraftigt tårn, bygget af tegl og munkesten, og der blev bygget våbenhus og hvælvinger. Vinduerne blev ligeledes ændret til høje gotiske.
Baron Frederik Julius Christian Güldencrone fra Vilhelmsborg ejede i 1794 kirken, og erstattede det store tårn med det nuværende slanke med pyramidespir.
Gravsten i våbenhuset bl.a. fra 1655 med to præster én hustru og 11 børn.
I vestgavlen sidder til venstre en udhugget fundamentsten (syldsten) der forestiller en mand med skjold og sværd, og et firbenet dyr, måske en tyr.(se billede)
Muret portal i kirkegårdsdiget fra sengotisk tid (1300-tallet).
Den gamle præstegård, som brændte i 1944, var opført i slutningen af 1700-tallet, men der har formodentlig ligget præstegårde her helt siden kirkens grundlæggelse i 1100-tallet.
I midten af 1800-tallet var Wilhelm Paludan-Müller præst – en bror til forfatteren Frederik Paludan-Müller, og flere af dennes store værker menes skrevet her.

## Eksterne kilder og henvisninger
- Beder Kirke hos KortTilKirken.dk
- Beder Kirke hos danmarkskirker.natmus.dk (Danmarks Kirker, Nationalmuseet)

- Wikimedia Commons har flere filer relateret til Beder Kirke